# أكبر خزاعي

## تعريف
أكبر خزاعي (بالفارسية: اکبر خزایی)؛ وُلد في 11 أغسطس 1980 في طهران، إيران) هو القاضي الإيراني الدولي الأول والوحيد المحترف في كمال الأجسام. كان في البداية حكمًا دوليًا للهواة في الاتحاد الدولي لكمال الأجسام واللياقة البدنية (IFBB) ولكن لاحقًا عُيَّن كأول حكم محترف في مسابقات كمال الأجسام IFBB PRO يحمل الجنسية الإيرانية.

## بداياته ومسيرته كهاوٍ
في العام 1989م أصبح أكبر خزائي مهتماً بالتايكوندو وهو في التاسعة من العمر، وبدأ المصارعة في العام 1993م عندما كان في الثالثة عشر من العمر. وفي العام 1994م، وعندما كان يبلغ الرابعة عشر من العمر اختار كمال الأجسام، ومن ثم انصبّ اهتمامه حصرياً على الدراسات العلمية المتعلقة بكمال الأجسام.
في العام 2001م شارك خزائي في مسابقات كمال الأجسام المحلية للمرة الأولى وفاز بالميدالية الذهبية في مسابقة كمال الأجسام في طهران.
بعد ذلك فاز بالعديد من الألقاب الأولى في مسابقات كمال الأجسام في محافظة طهران. ولكن بسبب إصابة في فخذه، اضطر للانسحاب من مسابقات كمال الأجسام وبدأ العمل كمدرب. تزوج أكبر خزائي بأكرم عزيزي في العام 2002م، ورزقا بابنة تدعى غزاله وابن يدعى بارسا.    

### القاضي للاتحاد الدولي لكمال الأجسام
في عام 2006م حصل خزائي على شهادة تحكيم في كمال الأجسام من الاتحاد الإيراني لكمال الأجسام. وفي عام 2007م بعد حضور فصول تحكيم للاتحاد الدولي لكمال الأجسام (IFBB) في تايلاند، حصل على إذن التحكيم من الاتحاد وكتاب تحكيم الاتحاد الآسيوي لكمال الأجسام واللياقة البدنية (ABBF).
وبذلك، أصبح الحكم الدولي الآسيوي الأصغر سنًا حين كان في السابعة والعشرين من العمر. بعد ذلك، عُيَّن كأول مدرب لفريق اللياقة الوطني الإيراني في العام 2013. في العام 2015 عُيَّن حكمًا دوليًا في الاتحاد الدولي لكمال الأجسام واللياقة البدنية ( IFBB ). ومنذ ذلك الحين ذاع صيت هذا الحكم في مجال كمال الأجسام بفضل نشاطه في مهنة التحكيم الدولية لكمال الأجسام.

## الاتحاد الدولي لكمال الأجسام للمحترفين
في العام 2022 تخلّى أكبر خزائي عن مهنة الحكم الهاوي بانضمامه إلى الاتحاد الدولي لكمال الأجسام للمحترفين (IFBB PRO) وأصبح الحكم الدولي المحترف الوحيد من الجنسية إيرانية، ويحمل بطاقة حكم محترف من الاتحاد الدولي لكمال الأجسام واللياقة البدنية (IFBB).
وللتحكيم المحترف في للاتحاد الدولي لكمال الأجسام للمحترفين (IFBB PRO)أهمية خاصة نظرًا إلى أن قلّة قليلة من الأشخاص في العالم تم تعيينهم حُكّامًا محترفين في كمال الأجسام،  ويعد أكبر خزائي الإيراني الأول والوحيد الذي يعمل حكمًا محترفًا في المسابقات الدولية لكمال الأجسام، وتحديدًا للاتحاد الدولي لكمال الأجسام للمحترفين (IFBB PRO).      
لقد شارك أكبر خزائي في تحكيم مسابقات كمال الأجسام بما في ذلك "مستر أولمبيا" في تونس والعراق وباكستان   بالإضافة إلى مسابقة عاشور كلاسيك في ليبيا.  وبعد التحكيم في مناسبات عدّة، جذب انتباه المسؤولين في مسابقات كمال الأجسام التابعة للجنة الأميركية لكمال الأجسام ( NPC ) ،   ومنذ ذلك الحين، أصبح من بين الحكّام المحترفين في العالم.  
يقيم أكبر خزائي حاليًا في إيران كحكمٍ دولي محترف في الاتحاد الدولي لكمال الأجسام للمحترفين (IFBB PRO)، ويقصد دولاَ مختلفة لتحكيم مسابقات كمال الأجسام المحترفة ومسابقات السيد أولمبيا المحترفة والهاوية. بالإضافة إلى ذلك، يشغل منصب مدرب رئيس في نادي لياقة بدنية وكمال أجسام في طهران.  

### مسابقة مستر أولمبيا 2022
في العام 2022، تلقّى أكبر خزائي دعوة للتحكيم في مسابقة كمال الأجسام التي تنظّمها اللجنة الأميركية لكمال الأجسام ( NPC ) وكذلك للتحكيم في مسابقة السيد أوليمبيا (Mr. Olympia) في لاس فيغاس،  ولكن سفارة الولايات المتحدة الأمريكية في سلطنة عُمان رفضت طلب تأشيرته، فلم يتمكّن من التحكيم في هاتين المسابقتين المحترفتين.      

### مسابقات كمال الأجسام في المغرب
تلقّى أكبر خزائي دعوة للتحكيم في مسابقة كمال الأجسام (NPC 2023) في المغرب، حيث يمكن لأبطال هذه المسابقة المشاركة في المسابقات المطلوبة للدخول في مسابقة US Master Olympia بالحصول على بطاقة احترافية.     

## التحكيم في مسابقات
- الحكم والحكم الرئيسي في مسابقات إقليمية ووطنية في إيران / من العام 2006 حتى آذار/مارس 2022
- تحكيم دولي في جميع مسابقات/ IFBB Diamond Cup  من العام 2005 حتى العام 2009
- التحكيم على مستوى دولي واحترافي في مسابقات IFBB PRO Mr. Olympia في تونس / الربع الثاني والثالث من العام 2022 [11] [15]
- التحكيم على مستوى دولي واحترافي في مسابقات IFBB PRO Ashour Classic في ليبيا / الربع الثاني والثالث من العام 2022 [19] [20]
- التحكيم على مستوى دولي واحترافي في مسابقة IFBB PRO Muscle Show الدولية في العراق، السليمانية، 2022 [38] [39]
- التحكيم على مستوى دولي واحترافي في مسابقات IFBB PRO Mr. Olympia في باكستان، إسلام أباد / الربع الثاني والثالث من العام 2022 [40] [41]
- التحكيم على مستوى دولي واحترافي في مسابقات IFBB PRO Ashour Classic في ليبيا / كانون الأول/ديسمبر 2022 [42] [43]
- التحكيم على مستوى دولي واحترافي في مسابقات IFBB PRO Mr. Olympia في تونس / كانون الأول/ديسمبر 2022 [42] [43]
- التحكيم على مستوى دولي واحترافي في مسابقة IFBB PRO Muscle Show الدولية في العراق، السليمانية، 2023. [44] [45]

### شهادات التقدير والمؤهلات
تتضمن شهادات التقدير والمؤهلات للحكم المحترف الدوليأكبر خزائي:    
- أفضل مدرب إيراني في العام 2011
- المدرب السابق لفريق اللياقة البدنية الوطني الإيراني في العام 2013
- حاصل على شهادة البكالوريوس في علوم التربية البدنية والرياضات من جامعة آزاد الإسلامية، فرع يادگار امام
- حكمدولي في كمال الأجسام ضمن اللجنة الأولمبية الوطنية الإيرانية
- حكم من الدرجة الأولى في الاتحاد الآسيوي لكمال الأجسام
- مدرب من الدرجة الأولى لكمال الأجسام في وزارة الرياضة والشباب الإيرانية والاتحاد الإيراني لكمال الأجسام
- مدرب دولي في كمال الأجسام في وزارة الرياضة والشباب الإيرانية والاتحاد الإيراني لبناء الأجسام
- مدرب كمال الأجسام واللياقة البدنية في جامعة فيما(FIMA)
- فني متخصص في المواهب الرياضيةللجمعيةالأسترالية (ISAC)
- الحكم المحترف الأول والوحيد لكمال الأجسام منالاتحاد الدولي لكمال الأجسام للمحترفين (IFBB PRO)في إيران [17] [18]
- حامل بطاقة التحكيم الدولية المحترفة من الاتحاد الدولي لكمال الأجسام للمحترفين (IFBB PRO)[9] [10]
- مدرب محترف لكمال الأجسام من اللجنة الأميركيةلكمال الأجسام (NPC) [38] [39]
- يعطي دروسًا عن تدريب كمال الأجسامعلى مستوى الماجستير [48]